# سلول تی کایمریک گیرنده آنتی‌ژن

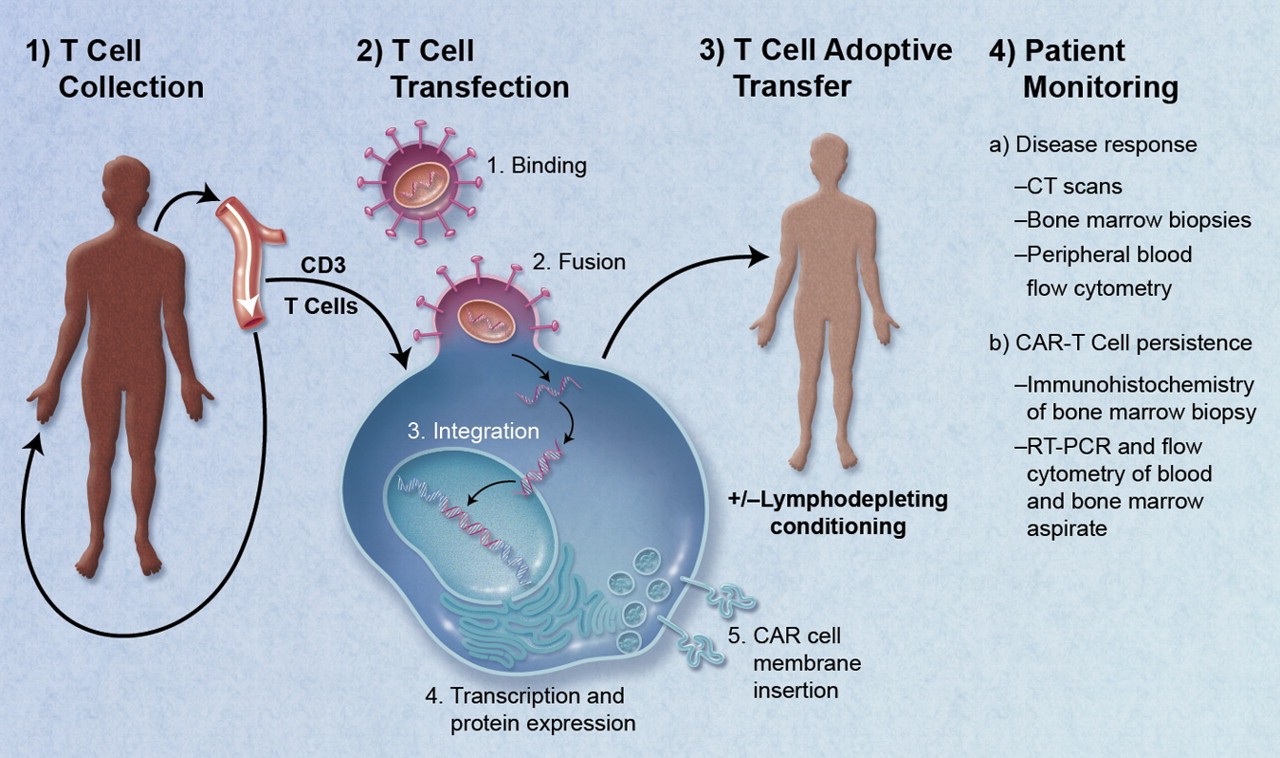
تصویری ساده از چگونگی درمان با استفاده از انتقال سلول‌های تغییرشکل‌داده شده (Adoptive cell transfer therapy) با بکارگیری لنفوسیت‌های تی کایمریک گیرنده آنتی‌ژن

سلول تی کایمریک گیرنده آنتی‌ژن (به انگلیسی: Chimeric antigen receptor T cell) نوعی روش درمان سرطان است که از روش‌های سلول درمانی با پایه ایمونوتراپی و مهندسی ژنتیک جهت بهبود بیماران مبتلا به انواع سرطان‌های خونی، با استفاده از سلول‌های خونی خود فرد بیمار (اتولوگ) استفاده می‌کند. این رویکرد در درمان برخی از بدخیمی‌های خونی موفقیت‌آمیز بوده‌است و برای سایر تومورها نیز در حال کارآزمایی است. CARها گیرنده‌های مهندسی ژنتیک شده حاوی محل‌های اتصال اختصاصی آنتی‌ژن توموری می‌باشند که توسط ژنهای نوترکیب ناحیه متغیر ایمنوگلوبولین (آنتی‌بادی، پادتن) کد می‌شوند و دم سیتوپلاسمی آنها حاوی دومین‌های سیگنال‌رسانی هر دو گیرنده سلول T (لنفوسیت تی از انواع سلول‌های سیستم ایمنی بدن است) و پذیرنده‌های کمک تحریکی است.

## کاربرد
دلیل استفاده از ایمنوگلوبولین‌ها با یک جایگاه اتصال اختصاصی برای آنتی‌ژن توموری بعنوان پذیرندهٔ شناسایی کننده، با اینکه در سلول‌های T باید عمل کند، این است که مشکل محدودیت به MHC (مجموعه سازگاری بافتی اصلی) گیرنده سلول‌های T را ندارد، بنابراین یک ساختار CAR یکسان در هر بیماری می‌تواند استفاده شود. جایگاه اتصال ایمونوگلوبولین به یک دم سیتوپلاسمی مهندسی‌شده متصل شده‌است که حاوی دومین‌های سیگنال‌رسانی است که به‌طور طبیعی نقش‌های ضروری در فعال‌سازی سلول T دارند. تا کنون چندین نوع متفاوت از ساختارهای انتقال سیگنال در CARهای تولیدشده در مراکز مختلف استفاده شده‌است، اما همگی موتیف‌های ITAM زنجیرهٔ زتای TCR (گیرنده لنفوسیت تی) و موتیف‌های انتقال سیگنال سیتوپلاسمی از پذیرنده‌های کمک‌تحریکی نظیر CD28 یا 4-1BB (یک عضو خانواده پذیرنده یTNF) را دارند. بیان این دومین‌های انتقال سیگنال توانایی فعال‌سازی سلول T را به گیرنده‌های ایمنوگلوبولینی اختصاصی تومور اعطا می‌کند.

## پروتکل

تصویر فوق، فرایند درمان با سلول تی کایمریک گیرنده آنتی‌ژن (CAR) را نشان می‌دهد که نوعی ایمونوتراپی که در حال فراگیرشدن در حوزهٔ درمان سرطان است. نتیجهٔ نهایی این فرایند، تولید لنفوسیت‌های تی خاصی است که توانایی شناسایی و مبارزه با سلول‌های سرطانی را در بدن دارند. (۱) لنفوسیت‌های تی (اَشکالی که با حرف t مشخص شده‌اند) از خون فرد مبتلا به سرطان استخراج می‌شود. (۲) در آزمایشگاه، ژن سازندهٔ گیرنده‌های آنتی‌ژن خاصی را به لنفوسیت‌های تی مذکور القا می‌کنند. (۳) بدین ترتیب، گیرنده‌های CAR (مشخص شده با حرف c در تصویر) بر سطح لنفوسیت‌های تی ظاهر می‌شوند. (۴) در آزمایشگاه، لنفوسیت‌های تی دستکاری‌شدهٔ جدید را، کشت داده و تکثیر می‌کنند. (۵) پس از گذشت یک زمان معین، این لنفوسیت‌های مهندسی‌شده را دوباره به فرد بیمار تزریق می‌کنند.

در پروتکل رایج، سلول‌های T خون محیطی بیماران جدا شده و با آنتی‌بادی‌های anti-CD33 یا anti-CD28 به منظور تکثیر همه سلول‌های T، تحریک می‌شوند و با پلاسمیدهای لنتی‌ویروس یا رتروویروس کُدکننده CAR ترنسفکت (دستکاری ژنتیکی) می‌شوند. سپس سلول‌های T بیان کنندهٔ CAR تکثیر یافته مجدداً به بیمار تزریق می‌شوند. سلول‌های T منتقل شده به بیماران، در پاسخ به شناسایی آنتی‌ژن توموری توسط CAR، تکثیر شدیدتری پیدا می‌کند. اختصاصیت گیرنده سلول Tهای سطح این سلولهای T (که همچنان حضور دارند) با هدف کشتن سلولهای توموری ارتباطی ندارد، زیرا همهٔ سلول‌های ترنسفکت شده می‌توانند با اتصال آنتی‌ژن توموری به جایگاه اتصال آنتی‌ژن کد شده توسط ژن CAR فعال شوند. از بین رفتن تومور هم با مکانیسم‌های مستقیم سیتوتوکسیک (انگلیسی: cytotoxic T-lymphocyte-associated protein 4) و هم با مکانیسمهای وابسته به سیتوکاین (سیتوکین‌ها دسته‌ای از مولکول‌های پروتئینی محلول در آب هستند که از یاخته‌های گوناگون و بیشتر در پاسخ به یک تحریک، ترشح می‌شوند و وظیفهٔ انتقال پیام بین یاخته‌ها را برعهده دارند) انجام می‌گیرد. بیماران مبتلا به بدخیمی‌های سلول‌های B، از قبیل لوسمی لنفوسیتی مزمن و لوسمی لنفوبلاستی حاد، به‌طور مؤثر توسط سلولهای T بارز کننده CAR اختصاصی برای CD19، یک مارکر عمومی سلول B(pan-B cell marker)که روی سلول‌های توموری هم بیان می‌شود، درمان شده‌اند. سلول‌های B طبیعی نیز همانند سلول‌های B توموری از بین می‌روند، اما بیماران با مخلوط ایمونوگلوبولین به منظور جبران فقدان سلول‌های B حمایت می‌شوند. پلاسماسل‌های تولیدکننده آنتی‌بادی با طول عمر طولانی، که در مغز استخوان بالغین و بافت‌های مخاطی یافت می‌شوند، CD19 را بارز نمی‌کنند و کشته نمی‌شوند، در نتیجه آنها به ایجاد ایمنی وابسته به آنتی‌بادی در بیماران بالغ درمان شده با سلول‌های CAR-T اختصاصی CD19 ادامه می‌دهند. سلول‌های خاطرهٔ CAR-T ممکن است برای حداقل چند ماه در بیماران درمان شده باقی بمانند، به طوری که مراقبت علیه عود تومور حفظ می‌شود. درمان با CAR برای درمان بدخیمی‌های سول B مقاوم به سایر درمانها در چندین مرکز پزشکی در دنیا انجام می‌شود، و امکانات زیادی ایجاد شده‌است که می‌توانند تعداد زیادی از سلول‌های CAR-T را در یک زمان کوتاه برای هر بیمار تولید کنند.

## محدودیت‌ها
بعضی محدودیت‌های قابل توجه وجود دارد که به منظور گسترش موفقیت‌آمیز استفاده از درمان با CAR-T نیاز است بر آنها غلبه شود.
- یک مشکل واکنش جانبی خطرناکی است که غالباً بلافاصله بعد از انتقال انتخابی سلول‌های T به بیماران با بار توموری بالا رخ می‌دهد. در این بیماران تعداد زیادی از سلول‌های T به‌طور همزمان فعال می‌شوند به طوری که به دلیل سیتوکین‌های ترشح شده توسط سلول‌های T، یک پاسخ التهابی سیستمیک شدید، به نام سندرم آزاد سازی سیتوکین، اتفاق می‌افتد. برخی از بیمارانی که این واکنش را داشتند به‌طور موفقیت‌آمیزی با استفاده از آنتی‌بادی ضد پذیرندهٔ اینترلوکین ۶ درمان شده‌اند. دیگر بیماران به دلایل ناشناخته ای از ادم مغزی بعد از تزریق سلول CAR-T مرده‌اند، و خطر آسیب طولانی مدت به سیستم عصبی مرکزی، به خصوص در کودکانی که مغز آنها کاملاً  تکامل نیافته‌است، به صورت یک نگرانی باقی مانده‌است.[۳]
- اگر تومور به‌طور کامل از بین نرود، سلول‌های باقی مانده،آنتی‌ژنی را که هدف CAR-T می‌باشد، از دست می‌دهند و تومور ممکن است عود کند. این مثالی از تکامل تجمعی سرطان هاست. یک راه برای به حداقل رساندن این مشکل قرار دادن دو CAR، اختصاصی برای دو آنتی‌ژن توموری، به درون سلول‌های T و انتقال این سلولها به بیماران می‌باشد. کارآزمایی‌هایی که از این رویکرد استفاده می‌کنند در حال انجام هستند.[۱]
- در برخی بیماران، به نظر می‌رسد سلول‌های CAR-T انتقال یافته در طول زمان بی پاسخ می‌شوند، و تومورهای در ابتدا کنترل شده، عود می‌کنند. سلول‌های CAR-T در این بیماران نشانگرهای اختلال عملکرد (به اصطلاح خستگی)، شامل مقادیر بالای PD-1 را بیان می‌کنند. این مشاهده منجر به مطالعات مقدماتی با استفاده از روش‌های ویرایش ژنوم به منظور حذف ژن PD-1 در سلول‌های CAR-T قبل از انتقال شده‌است. به منظور جلوگیری از خطر خودایمنی توسط سلول‌های T فاقد PD-1، یک ایده این است که گیرنده‌های داخلی سلول T نیز از سلول‌های CAR-T حذف گردند. این روش سلول‌های T ایجاد خواهد کرد که فقط پذیرنده آنتی‌ژنی اختصاصی تومور وارد شده را به همراه دومین‌های انتقال سیگنال ان را دارند و همچنین فاقد یک مکانیسم نقطه کنترلی مهم خواهند بود.[۴]

تا کنون درمان با سلول CAR-T فقط در مقابل سرطان‌های خونی موفقیت‌آمیز بوده‌است، احتمالاً به دلیل اینکه سلول‌های T تزریق شده دسترسی راحتی به سلول‌های توموری در گردش دارند. این رویکرد برای دیگر بدخیمی‌ها نظیرمالتیپل میلوما، تومورهای مغزی و بعضی کارسینوماها در حال گسترش است. برای درمان موفق تومورهای توپر، روش‌هایی باید یافت شوند که بتوانند سلول‌های T تزریق شده را به محل بافت تومور برساند و این امر تا کنون امکان‌پذیر نشده‌است. همچنین، طراحی سلول‌های CAR-T که اختصاصی برای سلول‌های سرطانی باشند و سلول‌های طبیعی زیادی را از بین نبرند، ضروری خواهد بود. یک رویکرد، شناسایی جفت آنتی‌ژن‌هایی که معمولاً فقط بر سطح سلول‌های توموری همراه با یکدیگر بارز می‌شوند، و استفاده از سلول‌های CAR-T دارای دو ویژگی که برای فعال شدن باید هر دو آنتی‌ژن را شناسایی کنند، می‌باشد.